# Arbeitslosigkeit in Namibia
Die Daten zur Arbeitslosigkeit in Namibia werden alle zwei Jahre von der Namibia Statistics Agency, dem staatlichen Statistikamt erhoben. 
Namibia, im südlichen Afrika gelegen, hat seit seiner Unabhängigkeit 1990 mit einer hohen Arbeitslosigkeit zu kämpfen. Zu einem Großteil liegt dies an der mangelnden Ausbildung weiter Teile der Bevölkerung. Historisch beruht diese auf dem Apartheidssystem unter südafrikanischer Fremdherrschaft und der damit verbundene Unterdrückung der namibischen Mehrheitsbevölkerung.
Als Arbeitsbeschaffungsmaßnahme wurde 2011 von der Regierung Namibias das Targeted Intervention Programme for Employment and Economic Growth ins Leben gerufen. Ziel war es mit einem finanziellen Aufwand von 14,7 Milliarden Namibia-Dollar 104.000 Arbeitsplätze zu schaffen.
Der Staat ist mit 109.000 Arbeitnehmern (Stand 4. Quartal 2021) der mit Abstand größte Arbeitgeber des Landes und beschäftigt etwa jeden siebten Berufstätigen im Land.

## Aktuelle Arbeitslosigkeit
Die letzten Angaben zum namibischen Arbeitsmarkt stammen aus dem Jahr 2024. Davor wurden Zahlen zuletzt 2018 erhoben.
Etwa 1,876 Millionen der 3 Millionen Einwohner Namibias sind im theoretisch erwerbstätigen Alter (15+ Jahre). Hiervon gelten fast 1,01 Millionen Personen als wirtschaftlich inaktiv. Knapp 320.000 sind arbeitslos. Dies entspricht einer Arbeitslosenquote von 36,9 Prozent, was einem Zuwachs von 3,5 Prozentpunkten gegenüber 2018 entspricht. Die Jugendarbeitslosigkeit betrug 44,1 Prozent, was einem Rückgang von 1,7 Prozentpunkten gegenüber 2018 entspricht.

### Entwicklung
| Arbeitslosenquote: | bis 10 % | 11 bis 19 % | 20 bis 29 % | 29 bis 39 % | über 39 % |

| Jahr | Quote    |
| ---- | -------- |
| 2023 | 36,9 % ▲ |
| 2018 | 33,4 % ▼ |
| 2016 | 34,0 % ▲ |
| 2014 | 27,9 % ▼ |
| 2013 | 30,2 % ▲ |
| 2012 | 27,5 % ▼ |
| 2011 | ??,? % ▼ |
| 2010 | 51,2 %   |

### Arbeitslosigkeit nach Regionen
| Arbeitslosenquote: | bis 10 % | 11 bis 19 % | 20 bis 29 % | 29 bis 39 % | über 39 % |

| Region       | 2014   | 2016     | 2018     | 2023     |
| ------------ | ------ | -------- | -------- | -------- |
| Erongo       | 23,9 % | 21,9 % ▼ | 29,7 % ▲ | 32,0 % ▲ |
| Hardap       | 29,7 % | 37,7 % ▲ | 34,5 % ▼ | 32,1 % ▼ |
| ǁKharas      | 25,0 % | 23,0 % ▼ | 32,2 % ▲ | 29,7 % ▼ |
| Kavango-Ost  | 36,3 % | 39,6 % ▲ | 48,2 % ▲ | 52,0 % ▲ |
| Kavango-West | 26,4 % | 36,0 % ▲ | 33,0 % ▼ | 52,8 % ▲ |
| Khomas       | 22,3 % | 28,4 % ▲ | 31,5 % ▲ | 34,4 % ▲ |
| Kunene       | 32,6 % | 52,2 % ▲ | 41,6 % ▼ | 36,6 % ▼ |
| Ohangwena    | 38,2 % | 45,4 % ▲ | 33,3 % ▼ | 47,2 % ▲ |
| Omaheke      | 26,9 % | 26,9 % ▬ | 38,7 % ▲ | 30,3 % ▼ |
| Omusati      | 22,9 % | 40,2 % ▲ | 24,0 % ▼ | 41,1 % ▲ |
| Oshana       | 32,6 % | 29,5 % ▼ | 32,5 % ▲ | 41,6 % ▲ |
| Oshikoto     | 27,6 % | 39,8 % ▲ | 36,2 % ▼ | 38,4 % ▲ |
| Otjozondjupa | 33,2 % | 35,9 % ▲ | 36,1 % ▲ | 31,2 % ▼ |
| Sambesi      | 31,9 % | 48,0 % ▲ | 37,7 % ▼ | 43,7 % ▲ |